# デストロイド
デストロイド (Destroid) は、テレビアニメ『超時空要塞マクロス』をはじめとする作品群「マクロスシリーズ」に登場する架空の兵器。
「Destroy（破壊）」と「Android（人型ロボット）」を組み合わせた造語で総称される、陸戦用二足歩行ロボットの兵器体系。

## 概要
デストロイドは1982年に発表された『超時空要塞マクロス』において初めて登場する架空のロボット兵器である。作品世界の地球側メカはオーバーテクノロジー (OTM) を用いた現代兵器の進化形であり、ロボット兵器の分類は航空機系の可変戦闘機（Variable Fighter、ヴァリアブル・ファイター）と、陸上機系のデストロイドに大別される。可変戦闘機とデストロイドの双方は脚部を持ち二足歩行するのは共通だが、デストロイドには顔のようなパーツはなく、両腕には砲塔やミサイルポッドがついている。カラーリングもカーキ色やオリーブドラブといった落ち着いた色をしたものが多く、戦車のような陸戦兵器としてデザインされている。
サブメカであるデストロイドは、主役機の可変戦闘機バルキリーが活躍する空中戦アクションの傍らで、「機動性の劣るやられメカ」として描かれることが多い。しかし徹底したミリタリー意匠や、細身でしなやかなバルキリーに対し、重厚なデザインで独特のリアリティー溢れる存在感を放ち、『マクロス』のSF世界観を拡げている。
『超時空要塞マクロス』に登場するデストロイドのデザインはほぼすべて宮武一貴が行った。デザインや愛称の大元は現存する戦闘車両で、モンスターはM50オントス自走無反動砲、ディフェンダーはゲパルト自走対空砲をモチーフにした。宮武によればデストロイドは玩具・プラモデルの商品化を前提としたもので、当時人気のガンプラが敵側のジオン軍中心だったため、味方（地球側）のラインナップが揃うよう、さまざまなバリエーションを考えたという。
1980年代初期のいわゆる「リアルロボット」作品においては、コンバットアーマー（『太陽の牙ダグラム』）、アーマードトルーパー（『装甲騎兵ボトムズ』）などとともに、ハードSF指向の「陸戦用量産兵器」というカテゴリーを開拓した。とくにデストロイドが画期的であったのは、戦略思想に基づく「砲撃型」「格闘型」などの機体バリエーションが揃えられていた点であった。各々の開発思想も述べられており、形状・機能なども合理的で、車台（下半身）を共用し、武器（上半身）を交換するというアイデアにも見どころがあった（これを活かし、タカトクトイスは組み替え式玩具「デストロイド・コンバージョンキット」を販売している）。複雑なデザインも立体向けで、アニメではあまり動かさないことを前提としていた。そのため、目立つ活躍シーンは数少ないが、それでも第27話「愛は流れる」ではモンスターをせめて1歩だけでも歩かそうと、メカ作画班が3か月かけて格納庫の床板を踏み抜くカットを描いた。巧妙な設定には、パワードスーツのイラストなどで知られるスタジオぬえの個性が十分に反映されていた。
これらのコンセプトはのちの日本国内作品に限らず、米国ウォーゲームシリーズ『バトルテック』で意匠の流入が起こるなど、日本国外作品におけるロボット兵器の概念にも多大な影響を与えた（「メック(MECH)」の項も参照）。

## 劇中の設定
1999年、地球に異星人の宇宙船が落下した。のちに「マクロス」と名づけられたこの船は艦内の構造から、約10m前後の異星人のものと想像された。地球人類はこの異星人を仮想敵とし、これに対抗できる兵器の開発を模索した。デストロイドは統合陸軍の提案に基き、宇宙防衛ライン上の惑星・衛星上における拠点直衛兵器として2000年3月より開発が開始された。海軍・空軍が汎用機（バトロイド）開発に絞りこんだのに対し、陸軍はオーバーテクノロジーによる技術進化から、兵器体系を拡げる方針を採った。このため、各軍事メーカーによる開発競争のすえ、実に多様な機種が制式採用されることになり、作戦展開用の強襲揚陸艦ダイダロスも建造された。異星人に対抗するため地球をひとつの政府のもとに統合する「地球統合政府」の樹立が急がれ、「統合戦争」と呼ばれる統合軍とこれに対抗する反統合同盟の戦争が勃発、デストロイドの試作型も実戦投入される。
2009年、巨人族ゼントラーディ軍との開戦時、母艦ダイダロスごと宇宙に連れていかれたデストロイド部隊は、もっぱらSDF-1マクロスの手薄な対空砲火を補う移動砲台としての任務に従事する（艦内市街地の再建作業に駆り出されもする）。巨大宇宙戦艦同士が砲火を交え、衛星軌道上からの砲撃で惑星ごと殲滅するような戦局において、陸戦兵器本来の運用思想は意味を成さなかったのである。宇宙空間では唯一、マクロスの強攻戦術ダイダロス・アタックにおいては物量と火力による威力を存分に発揮し、陸戦用量産兵器に適した戦況で活躍を見せる。
後年は可変戦闘機を中心とした運用体制のなかで、機動力を欠くデストロイドは相対的に目立たない存在となっていく。2040年代には旧型機が土木重機に転用されたり、射撃訓練の標的にされたりしている。続編『マクロス7』の第15話ではデストロイドという呼称は使用されず、「バトロイド」と総称される。それでも、対地攻撃用という概念は可変戦闘機の系譜に交わり、可変攻撃機（バリアブル・アタッカー：VA）や可変爆撃機（バリアブル・ボマー：VB）などの亜種として生きながらえる。
2059年が舞台の『マクロスF』には軍用デストロイドと作業用デストロイドが登場する。マクロス・クォーターの強攻戦術マクロス・アタックでは、ダイダロス・アタックを彷彿させる敵艦内部への一斉射撃を行う。また、主要キャラクターのひとりカナリア・ベルシュタインがVB-6 ケーニッヒモンスターを専用機として運用、CGアクションならではの豪快かつ重厚な動きを見せる。
2090年代を描いた『超時空要塞マクロスII -LOVERS AGAIN-』では、トマホーク、ディフェンダー、ファランクス、モンスターの発展型が登場する。この時代でも下半身を共通プラットフォームとする設計思想が継続され、下脚部のローラーで移動する仕組みはシャイアンと相通ずる（ただし、メカニックデザインとしてはこちらのほうが先である）。

## 機種
型式番号は「型式名-シリーズ番号-タイプ」を表す。
03シリーズまでが試作型で、04シリーズの原型MBR-04-Mk.Iの名称「デストロイド」が全体をあらわす総称となった。系統はおもにビガース社、クラウラー社が共同開発した04シリーズと、センチネンタル社、クランスマン社が共同開発した07シリーズがある。04シリーズは主機熱核反応エンジンと歩行制御システムを内蔵する下半身を共通プラットフォームとすることで、量産性・運用性の向上やコストダウンを図っている。例えるならトマホークが主力戦車、ディフェンダーが自走対空機関砲、ファランクスが自走対空ミサイルで、共通シャーシを用いたAFVのファミリー化と同じ発想といえる。

### シャイアン
2008年を舞台にした『マクロス ゼロ』に登場。型式はADR-03-MkIII。04シリーズの前身といえる初期のデストロイドで、トマホークとディフェンダーの中間型。統合戦争末期の2008年、プロトカルチャー遺跡争奪戦において、統合軍が実戦投入する。
両腕にGAU-12 25mm5砲身ガトリング砲を装備する。腕部はガトリング砲の後方にVF-0と同型のマニピュレーターと、精密作業用の小型マニピュレーターを搭載しており、作業時には回転させて使用することもできる。また、腕部は4連装対空ミサイルランチャーに換装することも可能。股間部には対人用の7.6mm機銃塔を搭載している。
CVN-99空母アスカIIの艦載機として配備される。艦上では対空砲座に固定されているが、近距離戦闘時は砲座から射出され、脚部のローラーにより甲板上を高速移動する。背部ロケットモーターにより短時間のホバリング移動も可能。

### オクトス
『マクロス ゼロ』に登場。反統合同盟の水陸両用可変デストロイド。反統合支持派のダイムラー・ハイパースペース社とルビーン海洋工学中央科学局の共同開発によって2006年に1号機が完成した。生産コストの関係から生産は少数に留まったが、統合戦争では計92機が生産され、戦争末期のプロトカルチャー遺跡争奪戦にも投入される。
水中では手足を折り畳んだ潜水艦形態で行動し、上陸後は四肢を展開して四足歩行の重装砲撃形態となる。水中での最大速度は約40ノット。陸戦四脚形態時は不整地では最大時速45kmで四脚歩行するが、脚部には整地移動用の車輪も装備されており最大時速95kmで移動できる。この脚部はクローハンドを備えており、水中では格闘用に使用することもできる。後期型には小型の反応タービンエンジンが搭載されたことで水中での移動速度最大45ノットに上がり、エネルギー転換装甲を稼動できるようになった。統合戦争後は統合軍により28機が生産されたと言われているが、ゼントラーディとの第一次星間大戦によって生産ラインが破壊される。
西暦2059年のマクロス・フロンティア船団を舞台とした小太刀右京の小説「アルカトラス・デイ」（『マクロスF VISUAL COLLECTION シェリル・ノーム FINAL』に掲載）では宇宙移民時代の技術で改修された新鋭機の「オクトス bis」が登場する。主武装としてVF-19EF用のガンポッドを装備しており、高い火力を誇る。防御兵装としてエネルギー転換装甲やECMジャミング装置を装備する。フロンティア新統合軍の特殊部隊にて使用されており、暴動が発生したアルカトラズ刑務所の鎮圧に出動する。

### プロトタイプ・モンスター
『マクロス ゼロ』に登場。ビガース / センチネンタル社が共同開発した、HWR（Heavy Weight Robot）-00モンスターシリーズの先行試作型。型式番号はHWR-00-Mk.IP。2007年2月にロールアウトし、統合戦争末期の2008年、プロトカルチャー遺跡争奪戦において、統合軍が1機のみ実戦投入する。カラーリングはグレー。
両腕には、鳥の脚を思わせる砲撃時の反動制御用クローハンドが付いている。機体後部にはドーザーブレードが設置されており、砲撃時の後退防止に使用される。『マクロス ゼロ』劇中では使用されないが、設定では腕部には片側3基のレールガンを内蔵しており、『マクロスアルティメットフロンティア』ではこの仕様が再現されている。頭部に4門装備されたビガース40cm液冷式液体推薬キャノン砲は砲身にOTM素材を使用することで約160kmという射程を実現しており、爆発力調整型反応弾頭を装填可能。また、監視衛星とリンクすることで、着弾時の誤差を10m以内に抑えることができる（神の眼）。
映像化以前の設定によれば、Mk.Iは当初両腕のない状態（通称「ロングトム」）としてロールアウトしていたとされている。その後にクローハンドを装着しこの状態（P型）となり、さらに生産型（Mk.II）のロールアウト後は相次いで本機も同じ仕様に改装が施されていったようである。

### トマホーク
2009年を舞台にする『超時空要塞マクロス』に登場する重装砲撃型デストロイド。型式名MBR (Main Battle Robot) は現用の主力戦車、MBT (Main Battle Tank) に由来する。機体前面に各種武装を配し、集中的火力により中・近距離域の敵陸上兵力を殲滅する。
Mk.IVは初めて制式採用されたデストロイドシリーズの主力機であり、MK.Iの両腕を荷電粒子ビーム砲に置き換え、さらなる火力向上を図っている。格闘能力の低下は、胸部ガンクラスターの機関銃やグレネードランチャー、火炎放射器などの近接兵器で補っている。肩腕部はウェポンベイとして随時換装可能で、04系の特徴である上半身の独立した燃料発電機により稼動する。Mk.VIは出力強化型で、右肩にエリコーン対空自己誘導ミサイル6連発オプションパックを装備している。
主力戦車的な機体であり、6連対空ミサイルを持つとはいえ、04系のなかではマクロス艦上においてもっとも防空任務に不向きであったが、ダイダロス・アタック時には最前列に陣取り、水平方向への強力な攻撃力を見せつける。
カメラアイをおおう偏光シールドは、試作型と先行量産型は赤色系の光を外部に反射するが、量産型では緑色系の光を反射するなど、初期型と後期型では仕様の差異が存在する。
本編未登場の「重バトロイド・MBR-08-MKII」とは装備の共通化が図られており、腕部ユニットの交換が想定されていた。
小太刀右京の小説『マクロス・ザ・ライド』ではコストパフォーマンスの良さが評価され、近代化改修された機体が2058年のマクロス・ギャラクシー所属機として登場する。

### ディフェンダー
『超時空要塞マクロス』に登場する対空迎撃型デストロイド。型式名ADRはAnti-air Defense Robotの略称。近代兵器の対空戦車に相当する。
04シリーズの発展的運用型のひとつで、両腕の2連対空砲から大口径78mm弾を1砲身あたり毎分500発（4門計毎分2,000発）発射可能。弾帯は両肩部の交換式弾倉から供給される。宇宙空間での超遠距離射撃を目標とした精密なレーダー照準システムが搭載されるが、接近されると追尾が追いつかず「後追い射撃」となる弱点がある。そのため効果的な対空射撃ができたとは言いがたい。またコスト面で量産の妨げとなり、機体配備数は伸びなかった。
艤装作業前に緊急発進したマクロスでは、脆弱な防空火力が課題となる。ディフェンダーは代わりにその砲座に配置され、バトルポッドなど敵機動兵器の迎撃に当たる。

### ファランクス
『超時空要塞マクロス』に登場する宇宙用近接防空型デストロイド。型式名SDRはSpace Defense Robotの略称。地対空または艦対空迎撃ミサイルランチャーに相当する。宇宙用とされているが、地上での運用も描かれている。
地球帰還途中のマクロス内で、防空力補強の応急策として、懐に入られると何もできないディフェンダーの弱点を補うべく急遽開発され、2009年7月にロールアウトする。対空射撃を掻い潜って急速接近する敵機に対し正面からミサイルの弾幕を張るというショートレンジの迎撃が任務である。デストロイドの歩行系剰余パーツを使い、単純な撃ちっぱなし式ミサイルポッドを付けた簡素な設計で、さらに劇中では頭部の形状が異なる機体が存在したりと、「現場合わせ」の間に合わせの機体の感が強い。しかし副機にも反応エンジンをもち、大型推進ノズルを吹かせば短時間の高機動運動が可能であり、稼動レンジはきわめて狭いが、コストパフォーマンス的には一応の成功作といえる。
胸部内のガンマ線照射式レーダーは、最大ボリュームで敵機に向けるとパイロットを焼殺することができる。地球人同士の戦争では非人道的兵器とみなされるが、異星人との交戦下では使用された模様である。

### スパルタン
『超時空要塞マクロス』に登場する近接格闘型デストロイド。異星人との肉弾戦を想定した歩兵的機体。Mk.Iに対空火器を付加したのがMk.IIで、のちにMk.Iも全機この仕様に改装された。
04系と異なる設計思想をもつ07系は、高出力の反応動力炉1基で駆動する。副動力を除いて軽量化し、重装甲と敏捷な運動性能を両立した。両腕が火砲またはミサイル・ポッドとして機能し、腕の可動部は歩行中の重心バランス維持の補助的な意味合いしかない -04系と異なり、デストロイド中では珍しく両手は五指のマニピュレーターになっており、バトロイドほどの器用さはないものの、物を掴むことくらいはできる。腰部の複雑な動力伝達系の故障と主機DT2000シリーズの開発遅延から、04系のようなバリエーション展開は叶わなかったが、理想主義的な高性能はパイロットから評価された。これら07系の設計思想はセンチネンタル社が係わるバトロイドの開発にもフィードバックされた。
実際の格闘戦でも、ひとまわり大きい敵戦闘ポッドおよびバトルスーツ相手に健闘する。
後年、戦後の統治下のゼントラーディ人不満分子の鎮圧活動における警察警備活躍での利用が目立つ（第34話では主人公一条輝が搭乗する）。この際には専用の暴徒鎮圧用棍棒を保持する。

### モンスター
『超時空要塞マクロス』に登場する超長距離砲撃型デストロイド。型式名HWRはHeavy Weight Robotの略称。「移動式の大口径砲」という思想は、世界大戦時の列車砲に類似する部分がある。
オーバーテクノロジーの恩恵を授かった陸軍が「異星人の巨大兵器を大火力によって撃退する」という大時代的発想のもと、約五年の歳月を費やし開発に固執した史上最大の非軌道陸戦兵器。軍部が本機をいったいどのような局面で使用するつもりだったのか、開発目的が不明確で、保有したいがために開発した感が強い。世間には政府が戦意高揚のために製作した映画「明日からの勇者たち」（過去にタイムスリップした統合兵士たちが本機の大火力をもって侵略火星人を撃退するというB級作品）にて使用され有名となった。とはいえ実際に攻撃力はすさまじく、陸上兵器としては随一である。40cm主砲4門には反応弾頭も装填可能で、数個師団による戦略爆撃に匹敵する威力を有する。しかし285tもの自重で2足歩行するのはきわめて困難で、小型の重力制御装置でアシストされても運動性は劣悪である。一応、走ればそこそこのスピードは出せるが「巨体のわりに」という修飾語が付く。ボドル艦隊との決戦では歩くだけでマクロス艦内の甲板を踏み抜く描写もあり、普段はホバリングでの低速移動を余儀なくされる。
マクロス進宙当時で2機が完成。さらに艦内において3機目が完成する。のちに体制が整い増産も行われるが、護衛部隊なしでの作戦行動は自殺行為とみなされ、総生産数は少数に留まる。マクロスでは、その大火力を副砲代わりに用いられ、デストロイドという「歩兵」とともに行動する「戦車」としても扱われ、テレビ版第6話での「ダイダロス・アタック」使用時には、3機のモンスターがトマホーク部隊とともに敵戦艦内部を攻撃する。第32話ではリン・ミンメイらを人質にしたカムジン・クラヴシェラが、ラプラミズへ譲ったグラージの代用として、統合軍から奪った本機へ馬代わりに跨って出撃する描写があり、敵味方ともに複数のモンスターが登場するシーンがある。
劇場版『愛・おぼえていますか』では固定砲台のように使われ、ゼントラーディ軍の重攻撃機を一撃で破壊し、ボドルザー旗艦突入時には砲撃やミサイルで障害を排除する。
その後本機を可変攻撃機として再設計したケーニッヒモンスターにその座を譲り引退、2040年を舞台とする『マクロスプラス』においては、次期主力可変戦闘機選定トライアル「プロジェクト・スーパーノヴァ」にて実弾テストの標的にされ、YF-19 のオプション火器によりその巨体を一撃で破壊される。2045年を舞台とする『マクロス7』第15話では民間から供出された機体として登場する。これはもともとSDF-1マクロス所属の「モンスター01」で、所有していた老人ホームの退役軍人3名は当時の搭乗クルーである。同話では退役軍人たちが実際に乗り込んで発砲し、かつての甲板を踏み抜くシーンと同様のカットもある。
機体のデザインは、最強と最弱という反対の要素を混ぜあわせる宮武の発想法から、ひよこをモチーフとしている。

### マーベリック
『超時空要塞マクロス リメンバー・ミー』に登場する遠距離攻撃用のデストロイド。ディフェンダーやファランクスと共通の歩行システムを持つ機体で、安価な遠距離攻撃用の機体として開発された。

### ケーニッヒモンスター
2050年を舞台とする『マクロス VF-X2』にて初登場。2059年を舞台とする『マクロスF』や2067年を舞台とする『マクロスΔ』にも登場する。
デストロイド・モンスターを可変爆撃機 (VB) として再設計した機体。デストロイド形態、重ガウォーク形態、シャトル形態と三段変形が可能である。2030年に開発が開始され、2032年に生産が開始された。2040年にはフロンティア船団の民間軍事会社「S.M.S」に配備され、各所のアップデートにより2059年以降も実戦に参加している。

### アナベラ・ラシオドーラ
『マクロス VF-X2』に登場。6本の脚部を持ち、高い機動性と火力を有する。GFS-A2複合装甲は35mm機関砲では傷ひとつつけられないほどの重装甲である。『VF-X2』ではクリティカルパス・コーポレーションの兵器として太陽系のアステロイド・ベルトに建造中の統合軍基地「セレスベース」に配備されている。
小太刀右京による『マクロスF』の短編小説「ワイヤード・ウォーリア」（『マクロスF フロンティア・メモリーズ』に収録）では、ゼネラル・ギャラクシー社地球本社が2040年代に開発した大型の都市殲滅用デストロイドとされており、惑星ネバーで使用される。

### スーパー・ディフェンダー
大規模な複数の移民船団や植民惑星が常態となった西暦2058年を舞台とした、小太刀右京の小説『マクロス・ザ・ライド』に登場する、対空迎撃用の第二世代型デストロイド。
ADR-04-Mk.X ディフェンダーを宇宙移民時代の技術で再設計した機体。頭部のレーダーが2053年に開発されたGRU-53に換装され、AVF用の技術を転用したリニア・アクチュエーターを搭載している。射撃支援用AIもアップデートにより目標追従性が向上しており、毎分4,000発の40mm（諸元表では35mmと記載）ガトリング砲弾の連射により、カタログ・データではこの当時の新統合軍で制式採用されているVF-171 ナイトメアプラスすら撃墜できるとされている。
腕部の兵装はADR-04-Mk.Xと同様の二連78mm液冷高速自動砲「コントラベスII」か六砲身ガトリング砲「フィドル」のいずれかを選択装備する。2種の混成装備も可能。また、追加武装としてガトリングの上下にUUM-7 マイクロミサイルポッドを搭載した機体も存在する。
マクロス・ギャラクシー企業軍で使用されている。

### シャイアンII
2059年を舞台とする『マクロスF』に登場。シャイアンを宇宙移民時代の最新技術で全面再設計した機体。外見は原型機の面影を残しているが、主機が熱核反応炉に換装され、宇宙戦闘を想定したスラスターの増設強化が行われている。主武装は両腕のGE製ガトリング砲と荷電粒子ビーム砲で、両肩にはミサイルポッドを装備している。両腕の火器は火炎放射器に換装可能。
2050年代のマクロス・フロンティア船団では艦内での防衛や、マクロス・クォーターの対空防衛を担う。また、SDF-1マクロスのダイダロス・アタックのように、マクロス・クォーターのマクロス・アタックでは艦内からの砲撃を行う。

### ワークス
「デストロイドワーク」とも呼ばれる。シャイアンIIから武装を撤去し、民間用の作業重機として再設計した機体。両肩に回転灯が追加され、両腕の武装はマニピュレーターに換装されている。『マクロスF』劇中では、バジュラに襲撃されたフロンティア船団各居住艦の消火作業や瓦礫の除去、バジュラの死骸の運搬などに使用される。
『劇場版 マクロスF イツワリノウタヒメ』では「超時空重機展」に巨大ドリルを持って出展されている姿が描かれている。『劇場版 マクロスF サヨナラノツバサ』ではフロンティア船団の惑星移住後の街の建設に使用される。

### トマホーク Mk.II
2090年代を舞台とする『超時空要塞マクロスII -LOVERS AGAIN-』に登場。トマホークを発展させた重装撃破型デストロイド。「トマホークII」とも呼ばれる。両肩に長射程ビームキャノン2門、両腕にビームキャノン2門とレールガン2門、両足にはグレネードランチャーを備えるなど、火力がより強化されている。脚部にはローラータイヤを装備し、機動性が向上している。マルドゥーク軍との戦いで実戦参加する。

### ディフェンダー EX
『マクロスII』に登場。ディフェンダーを発展させた対空迎撃用デストロイド。両腕に対空用レールガン2門を装備。左腰にはミサイルポッドを、右腰には2連装の実弾砲を装備している。頭頂部にはカメラやアンテナを含む複合センサーユニットが搭載されており、探知能力に優れる。移動用ローラーには射撃時の姿勢安定プレートが付いている。

### ファランクス（改）
『マクロスII』に登場。ファランクスを発展させた近接防御用デストロイド。改といっても形状は原型機とは大きく異なり、左右の腕に六角形のミサイルブロック（対空ミサイル14発×3）を2基ずつ装備する（計168発）。ブロックはそれぞれ独立して仰角を変えることができる。脚部にはローラータイヤを搭載している。

### ジャイアント・モンスター
『マクロスII』に登場。モンスターを発展させた超大型デストロイドで「モンスターII」とも呼ばれる。サイズに関する数値設定は発表されていないが、『マクロス・クロニクル』のサイズ比較表では全高25mに届いている。
機体上部の大型砲塔に長砲身キャノン砲6門（従来のモンスターシリーズの主砲はいずれも4門）を装備し、砲塔全体が水平方向に可動する。両腕部には中型キャノンを4門ずつ計8門装備、腰部にはミサイルポッドを装備しており、非常に高い攻撃力を有する。
脚部には大型のホバークラフト機構があり、重力制御装置と併用して地表を浮上移動する。また、宇宙空間ではリニアレール方式で甲板上を移動する。しかし機動性は決して高いとは言えず、長距離砲撃用の移動砲台のような役割を果たす。また、作戦時にはトマホーク型の護衛機を必要とする。

## 日本国外における反響と『ロボテック』版
日本国外では「戦闘ロボットはキャラクター性を持った自己の投影」ではなく、「戦闘車輌などの各種機械の延長線上にある」と一般的には解釈される欧米人の嗜好に一致したこともあって、デザインを無許可流用した初期のバトルテックゲームなど、比較的知名度の低い日本よりも人気が高い。
ハーモニーゴールド USA 社（Harmony Gold USA）がライセンス取得、同一世界の異なる時代と世代を描いた、連続するひとつの大河ストーリーとして翻案、再編集された作品である『ロボテック』版では、宮武一貴のデザインのうち、完成度の高かった重バトロイドのデザインを採用した、「MBR-08 デストロイド・マサムネ」(Masamune) や、決定稿のMk.II のRQV-10 対空レーザー機銃がないという点と、アストラ(Astra) TZ-IV ガン・クラスター部がなく「カメラアイ」になっているのを大きな相違点とする準備稿デザインを採用した「デストロイド・スパルタン Mk. I」 、宮武による、中距離拠点・個別艦防御用「LDR-04 マーヴェリック」、完全新規デザインである、デストロイド・モンスターの小型版である「HWR-03 デストロイド・サンダー・クラッカー／俗称：リトル・モンスター」(Thunder-cracker / Little Monster)、長距離砲撃直協支援用「HWR-04 ティーガー / 俗称：コンパクト・モンスター」(Tiger / Compact Monster) がウォルトリップ兄弟作画による漫画版『ロボテック II：センチネルズ』や、パラディウム（Palladium）社のTRPG本に登場する。

### 企業名に関して
「マクロスシリーズ」に登場する大半のメカデザインを担当したスタジオぬえのスタッフが種々の事情から実在の企業名をもじった架空の企業名を設定したのに対して、「ロボテック・シリーズ」においては、これを解読・復号（デコード）した現実に存在する企業名、あるいはかつて存在した実在企業名を使用している。
現実世界においては、冷戦の終結に伴う大規模戦略兵器の陳腐化にともなう軍縮・軍事予算削減の流れとテロ支援国家の暗躍による国際情勢の変化にあわせて多くの軍需産業の買収や統合合併による再編、あるいは国営企業化がなされたが、「ロボテック・シリーズ」の世界では視聴者の混乱を嫌って、物語の開始設定年代（1999年）での実在企業名の大半がそのまま存続している設定となっている。
この現実世界との相違に関しては、日本版の「マクロスシリーズ」自体が「メタフィクション」であるというシリーズ構成にならい、主要な連続性作品においては、「ロボテック」世界の中での「史実の一部」を表現したもの（「二次的連続性作品」においてはパラレルワールド世界中の史実の解読表現）であるとハーモニーゴールド USA社側は説明している。
以下に本記事に登場する開発・製造企業名の解読・復号例を示す。
ヴィッカース plc（ビガース）
Vickers plc1977年にヴィッカース・アームストロング社より分離独立し、軍用車輌を開発製造。1999年にロールス・ロイス・ホールディングス社により買収され、2002年に軍用車両部門であるヴィッカース・ディフェンス・システムズはアルヴィス plcへ売却された。そのアルヴィス plc社も2004年にBAEシステムズ社に買収され、BAEシステムズ・ランド・アンド・アーマメンツ社となり、これまで部門の名称として残っていたヴィッカースの名はこのときをもって消滅した。
クラウス＝マッファイ・ヴェクマン （クランスマン）
クラウス＝マッファイ・ヴェクマン (Krauss-Maffei Wegmann GmbH & Co KG, 略称KMW)社は、クラウス＝マッファイ社の兵器部門が1999年にヴェクマン（独：Wegmann & Co.）社と合併して設立され、主にレオパルト1（1963年から）、レオパルト2（1973年から）などの主力戦車や、ゲパルトなどの自走砲の生産も行なっている。
コンチネンタル （Continental AG, 略称コンチ）（センチネンタル）
自動車部品製造がおもな産業部門であるが、車輌系兵器の開発にも携わる。航空機エンジン製造部門はテレダイン・コンチネンタルモータース（Teledyne Continental Motors）として「VF-1 バルキリー」の副機（液体ロケットブースター）開発にも関与。
クライスラーグループ（Chrysler Group, LLC） (クラウラー)
クライスラーディフェンス社は1982年にジェネラル・ダイナミクス (General Dynamics Corporation、NYSE: GD)社に買収され、現在は「ゼネラル・ダイナミクス・ランド・システムズ」社としてM1エイブラムス・主力戦車の製造と改良を行っている。